# Énergie en Tunisie

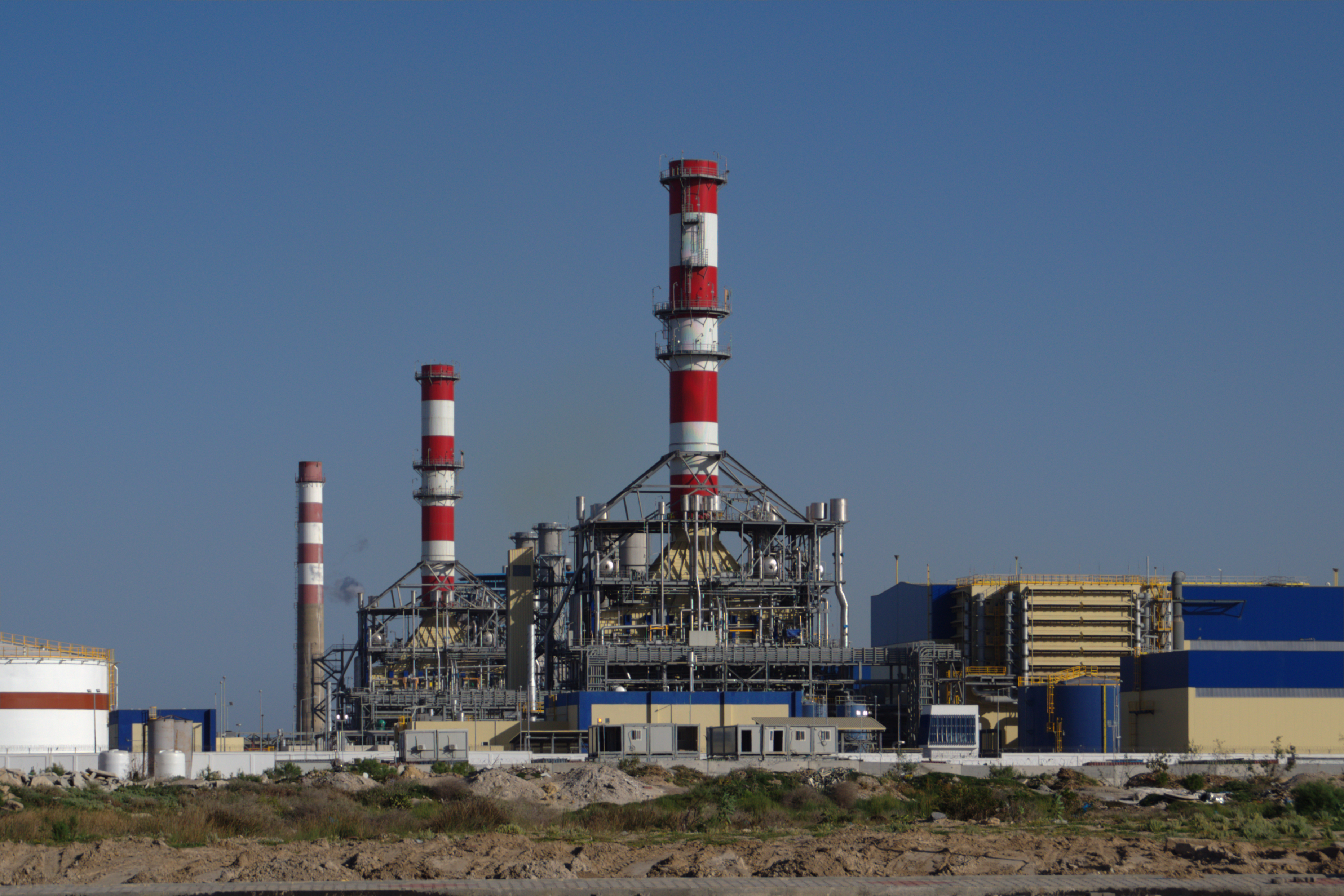
Centrale thermique de Sousse, cycle combiné à gaz appartenant à la STEG.

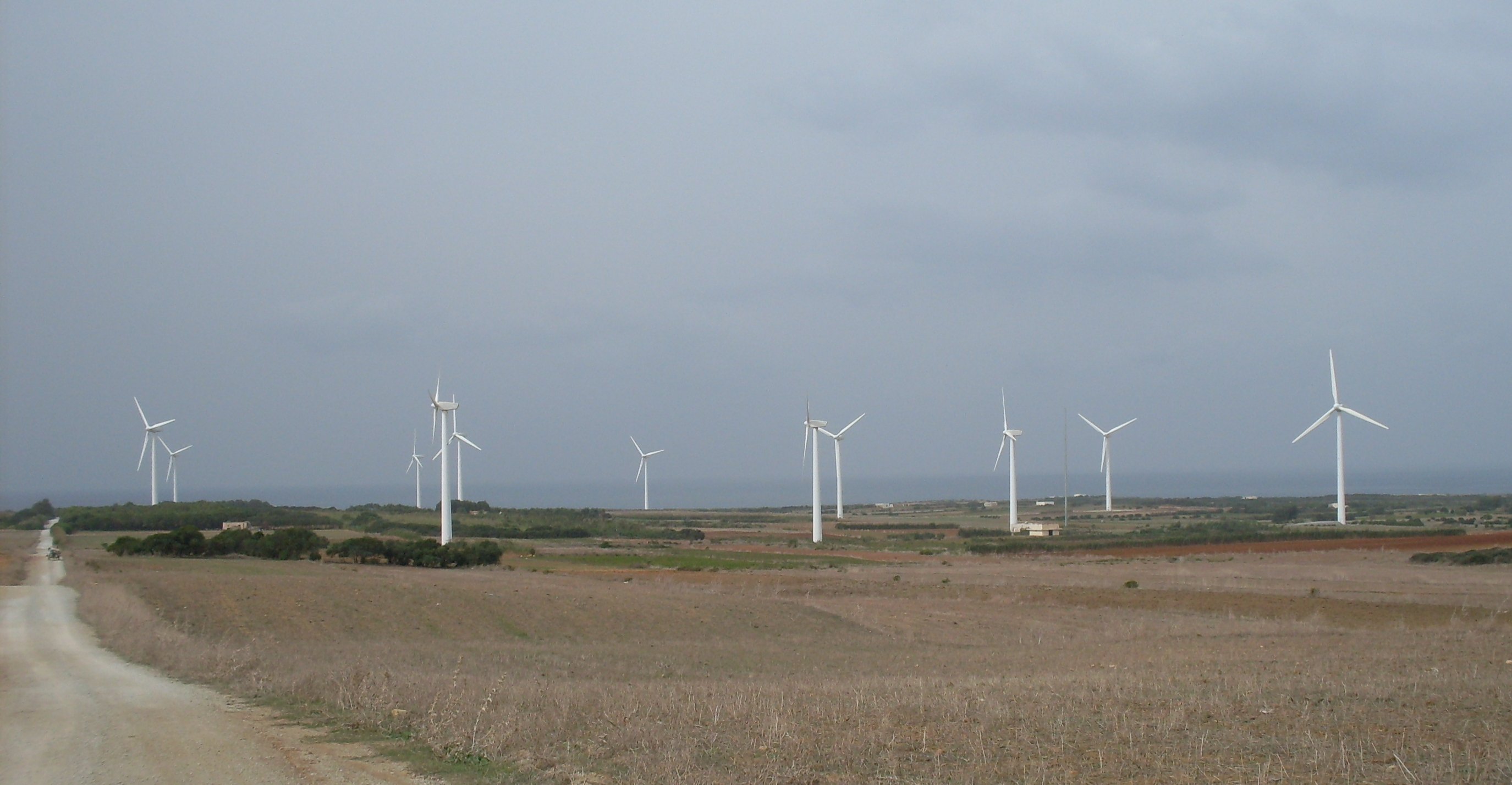
Centrale éolienne de Sidi Daoud.

Le secteur de l'énergie en Tunisie comprend l'ensemble de la production, de la transformation, du transit de la consommation d'agents énergétiques dans ce pays.

## Secteur pétrolier et gazier amont
La Tunisie est un producteur de pétrole et de gaz naturel. La production de pétrole commence en 1966, culmine à 118 000 barils/jour en 1980 et s'établit à 63 000 en 2015. Le pays est importateur net à partir de 2000. Le principal gisement du pays est aussi le premier découvert : El Borma, en 1964, à la frontière tuniso-algérienne.
Le golfe de Gabès offre une production offshore centrée sur le gisement d'Ashtart, mis en production en 1974 par, à l'époque, Elf Aquitaine. La production de gaz augmente dans les années 2000 grâce à deux gisements offshore, Miskar (produisant à partir de 2006) et Hasdrubal (2009). Ces deux gisements connaissent de nos jours un déclin naturel de production.
Le gisement Zarat doit entrer en service vers 2020 et relancer quelque peu la production nationale.
Production et échange du pétrole brut en Tunisie selon l'Institut national de la statistique :
Pour des raisons techniques, il est temporairement impossible d'afficher le graphique qui aurait dû être présenté ici.

Production et consommation du gaz en Tunisie selon la Société tunisienne de l'électricité et du gaz :
Pour des raisons techniques, il est temporairement impossible d'afficher le graphique qui aurait dû être présenté ici.

## Production d'électricité
La production nationale d'électricité atteint 19 578 GWh en 2020, avec une moyenne de croissance de 3 % par an. La production est dominée par le gaz naturel avec 97 % contre 3 % pour les énergies renouvelables.

Production d'électricité en Tunisie en GWh/an :
Pour des raisons techniques, il est temporairement impossible d'afficher le graphique qui aurait dû être présenté ici.

## Secteur aval

### Raffinage
L'unique raffinerie du pays, gérée par la Société tunisienne des industries de raffinage, se trouve à Bizerte. Sa capacité est de 34 000 barils/jour, soit une production très inférieure à la consommation du pays, qui importe donc des produits raffinés, diesel en tête. Le pétrole raffiné est essentiellement importé lui aussi.

### Transit de gaz naturel
Le Trans-Mediterranean Pipeline, l'un des gazoducs qui permettent l'exportation du gaz algérien vers l'Italie, traverse le territoire tunisien. Il fonctionne depuis 1983. En contrepartie de la traversée de son territoire, la Tunisie a droit à 5,625 % du gaz, en nature ou en argent, conformément à un traité de 1977. La capacité du Trans-Mediterranean Pipeline est accrue graduellement, augmentant aussi la quote-part tunisienne qui, additionnée à la production nationale et à du gaz acheté directement à l'Algérie, assure la consommation du pays.

### Consommation
Selon l'Agence d'information sur l'énergie,, la consommation de la Tunisie s'établit en 2015 à 98 000 barils/jour.
La consommation de gaz naturel est de l'ordre de 6,5 km3, dont plus de la moitié est importé via le Trans-Mediterranean Pipeline. 70 % du gaz sert à la production d'électricité.

## Secteur électrique
L'Agence internationale de l'énergie signale pour 2014 une production électrique de 19 TWh, à comparer à 10,5 TWh en 2000. La Société tunisienne de l'électricité et du gaz (STEG), entreprise publique, assure les trois quarts de la production. Le réseau fonctionne en 50 hertz et la tension au niveau domestique est de 230 volts.
La quasi-totalité de l'électricité tunisienne (18 TWh) est produite par des centrales thermiques brûlant du gaz naturel, la plus importante se situant à Sousse. L'énergie éolienne est la deuxième source d'électricité du pays ; une capacité de 305 MW a été installée en quelques années.

### Hydroélectricité

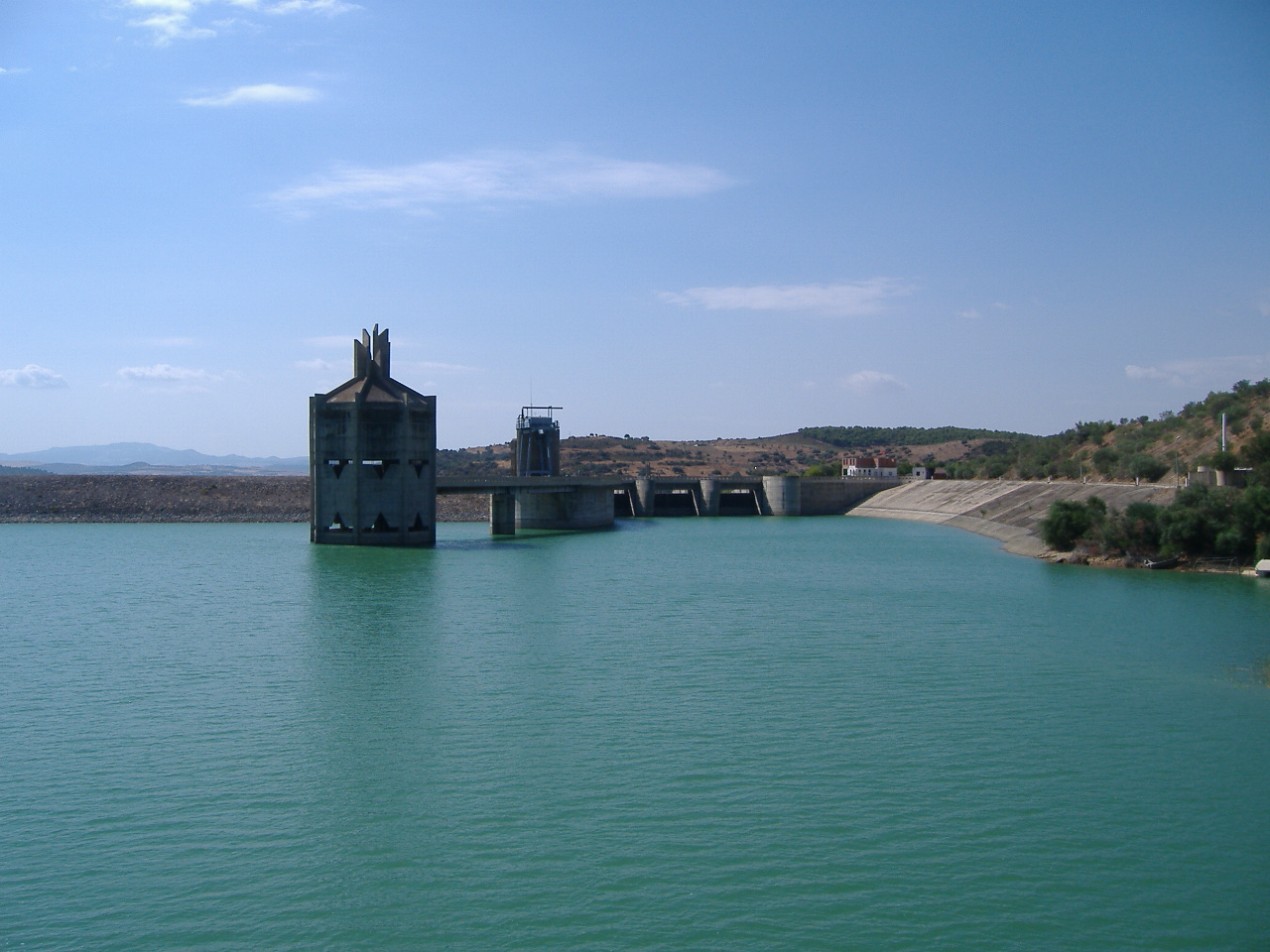
Barrage de Sidi Salem en 2006.

Selon l'Association internationale de l'hydroélectricité (en), la puissance installée des centrales hydroélectriques de la Tunisie s'élève à 66 MW fin 2021, soit 0,2 % du total africain, au 32e rang continental, loin derrière l'Éthiopie (4 074 MW) et l'Algérie (269 MW).
Le barrage de Sidi Salem (20 MW) est construit avec l'aide financière de la République fédérale d'Allemagne et de la Banque mondiale de 1977 à 1982 sur le cours de la Medjerda, près de la ville de Testour.
Le barrage Mellègue (11 MW) est construit de 1949 à 1956 sur l'oued Mellègue, près de la ville de Nebeur (gouvernorat du Kef).

### Solaire
La société de droit britannique TuNur Ltd défend un projet majeur dans l'énergie solaire, qui consisterait à construire par étapes 4 500 MW de centrales solaires thermodynamiques dans le Sud tunisien, et d'exporter l'électricité vers Malte d'abord, puis l'Italie et finalement la France.

### Hydrogène vert
En mai 2024, TotalEnergies annonce un partenariat entre sa coentreprise TE H2, détenue à 80 % avec Eren Groupe, fondé par Pâris Mouratoglou, et l'énergéticien autrichien Verbund pour mettre sur pied un projet géant de fabrication d'hydrogène vert en Tunisie. La première phase de ce projet baptisé « Notos » consiste à construire 3 GW de capacité de production d'électricité éolienne et solaire afin de produire 200 000 tonnes d'hydrogène chaque année, dans le Sud de la Tunisie. À terme, TE H2 ambitionne d'atteindre 15 GW de capacités électriques pour produire un million de tonnes d'hydrogène par an. L'hydrogène emprunterait un gazoduc marin, puis le futur pipeline SoutH2 corridor, prévu d'ici à 2030, pour remonter l'Italie vers l'Allemagne et l'Autriche.